# Landtagswahlkreis Gelsenkirchen III
Der Landtagswahlkreis Gelsenkirchen III war ein Landtagswahlkreis in Nordrhein-Westfalen. Er umfasste lange Zeit Stadtteile im Norden Gelsenkirchens, bei der Landtagswahl 2000 befand er sich jedoch im Süden und umfasste den Stadtbezirk Süd sowie vom Stadtbezirk Mitte die Stadtteile Altstadt, Feldmark, Heßler und Schalke.
Mit der Landtagswahl 2005 verlor Gelsenkirchen einen Wahlkreis. Gelsenkirchen III wurde so aufgelöst.

## Wahlkreissieger
Alle Wahlkreissieger gehörten der SPD an.
| Jahr | Wahlkreisname         | Direktmandat        |
| ---- | --------------------- | ------------------- |
| 1947 | 98 Gelsenkirchen-Nord | Karl Surkamp        |
| 1950 | 98 Gelsenkirchen-Nord | Karl Surkamp        |
| 1952 | 98 Gelsenkirchen-Nord | Fritz Symanek       |
| 1954 | 98 Gelsenkirchen-Nord | Ernst Reez          |
| 1958 | 98 Gelsenkirchen III  | Ernst Reez          |
| 1962 | 98 Gelsenkirchen III  | Heinz Urban         |
| 1966 | 101 Gelsenkirchen III | Heinz Urban         |
| 1970 | 101 Gelsenkirchen III | Heinz Urban         |
| 1975 | 101 Gelsenkirchen III | Karlheinz Edelbrock |
| 1980 | 89 Gelsenkirchen III  | Karlheinz Edelbrock |
| 1985 | 89 Gelsenkirchen III  | Karlheinz Edelbrock |
| 1990 | 89 Gelsenkirchen III  | Ellen Werthmann     |
| 1995 | 89 Gelsenkirchen III  | Ellen Werthmann     |
| 2000 | 89 Gelsenkirchen III  | Hans Frey           |